# 明辛根 (德国)
明辛根（德語：Münsingen，發音：[ˈmʏnzɪŋən] ⓘ）是德国巴登-符腾堡州蒂宾根行政区罗伊特林根县的城市，面积116.93平方千米，2023年12月31日人口为14,860人。